# علي فرحان الدليمي
علي فرحان حميد ناصر الدليمي سياسي عراقي ومحافظ الأنبار السابق والأمين العام لحزب تجمع التعاون. ولد في 11 أيَّار 1963.
ولقد صوت مجلس محافظة الأنبار، في 9 أيلول 2018، على اختيار علي فرحان الدليمي لمنصب المحافظ خلفا للمحافظ السابق محمد الحلبوسي.
علما أنه قد شغل منصب نائب في مجلس النواب العراقي في عام 2018، وقد شغل النائب محمد الكربولي مقعده في المجلس بعد اختياره محافظاً. وانتخب في يوم 9 أيلول 2018، وبدعم قوي من تحالف الأنبار هويتنا المنتمي له الدليمي وأصبح محافظاً للأنبار.

## سيرته الذاتية
ولد علي فرحان الدليمي في 11 أيَّار 1963 في محافظة الأنبار. وهو متزوج، وقد أنهى الدراسة الإعدادية في إعدادية فلسطين في الأنبار عام 1982 ولديهِ شهادة بكالوريوس من كلية السلام الجامعة في بغداد.

## المؤتمرات التي شارك بها
شارك علي فرحان الدليمي في المؤتمر الدولي السنوي الرابع للاستثمار في الأنبار المنعقد في المملكة الأردنية الهاشمية 2018، ومؤتمر وورش عمل إعادة الاستقرار للمدن المحررة. 

## العمل المهني والوظيفي
- محافظ الأنبار
- عضو في مجلس النواب العراقي 2018 سابقاً.[13][14]
- نائب محافظ الأنبار للشؤون الفنية سابقاً.
- محافظ الأنبار وكالة سابقاً.

## المناصب السياسية
- الأمين العام لحزب تجمع التعاون.
- الأمين العام لكتلة خلاص سابقاً.

## المؤلفات
- أطروحة الماجستير في القانون العام.
- مهام المنظمات الدولية في مكافحة الأمراض المعدية.
- مؤلف في إدارة المشاريع لدراسة الماجستير جامعة سانت كليمنتس في إدارة جودة مياه الشرب في العراق.